# Leitcode

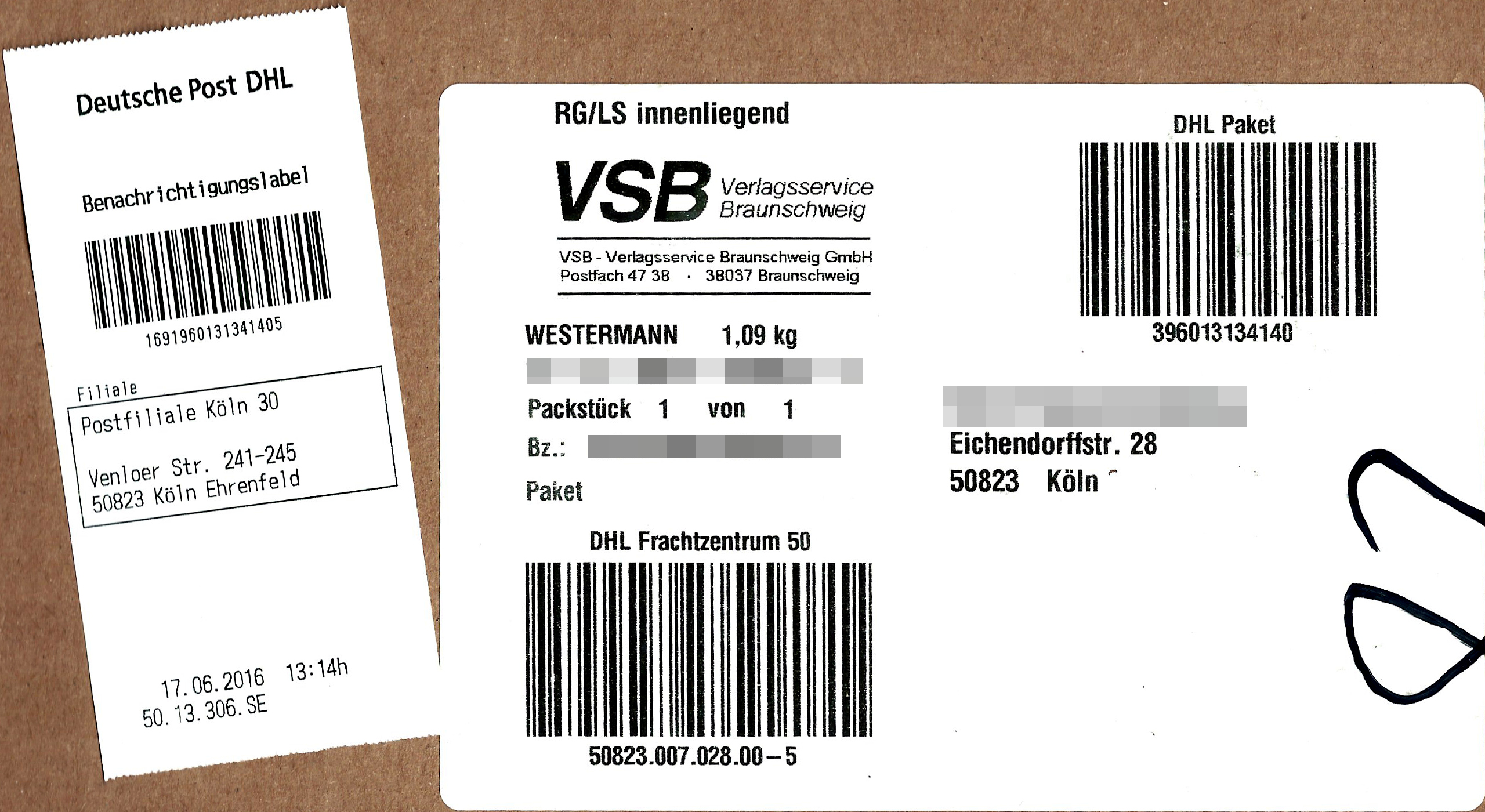
Paketaufkleber mit Leitcode (unten in der Mitte) eines DHL-Paketes

Der Leitcode (auch Leitcodierung genannt) ist ein 14-stelliger Zweibreitenstrichcode (Barcode) der Frachtpostkooperation mit Informationen über den Empfänger.
Die Deutsche Post AG (DHL) verwendet diesen Code zusammen mit dem Identcode, um Frachtsendungen automatisch in den Paketzentren zu verteilen. Als Barcode wird der numerische Code 2/5 Interleaved mit Prüfzifferberechnung Modulo 10 verwendet. Für Briefsendung enthält der Zielcode nahezu dieselben Informationen.
| Stelle | Information  | Bemerkung |
| ------ | ------------ | --- |
| 1–5    | Postleitzahl | unverschlüsselte Darstellung der fünfstelligen Postleitzahl der Hausadresse des Empfängers |
| 6–8    | Straßencode  | Der Straßenname hat keinen Platz im Barcode. Daher ist jedem Straßennamen eine dreistellige Kennzahl zugeordnet. Sendungen an Packstationen tragen den Straßencode 994, Sendungen an Postfilialen den Straßencode 993.                                                                                        |
| 9–11   | Hausnummer   | Unverschlüsselte Darstellung der Hausnummer (dreistellig), der Nummer der Packstation oder der Nummer der Postfiliale. Bei Hausnummern, die vierstellig sind, werden weitere Straßenkennungen verwendet. So hat der Hausnummernbereich 0–999 eine andere Straßenkennung als der Hausnummernbereich 1000–1999. |
| 12–13  | Produktcode  | In Verwendung sind unter anderem: 00 normales Paket 33 Retoure 40 Päckchen 47 Rücksendung (z. B. bei fehlerhafter Adresse) |
| 14     | Prüfziffer   | Berechnungsvorschrift: A = Z1 + Z3 + Z5 + Z7 + Z9 + Z11 + Z13 B = Z2 + Z4 + Z6 + Z8 + Z10 + Z12 C = (10 - ((4A + 9B) mod 10)) mod 10 Z1 ist die erste Ziffer, Z2 ist die zweite Ziffer usw. A und B sind Zwischensummen. Die Prüfziffer ist C.                                                                |

Wenn eine Adresse nicht in der Leitcode-Datenbank von DHL gefunden werden konnte (z. B. Adresse falsch geschrieben, Straße zu neu oder umbenannt, Hausnummer zu neu) wird kein Leitcode auf den Paketaufkleber gedruckt. Statt zwei großer Barcodes ist dann nur einer (mit Sendungsnummer) auf dem Paketaufkleber zu sehen. In diesem Fall kann das Paket nicht automatisiert zum Empfänger geleitet werden und es muss im Start-Paketzentrum manuell bearbeitet werden. In dem Fall versucht ein Mitarbeiter die Adresse korrekt zu ermitteln, um einen Leitcode zu erzeugen und diesen zusammen mit Barcode nachträglich als Aufkleber aufzubringen. Dieser manuelle Vorgang benötigt zusätzliche (Warte-)Zeit, was unter Umständen dazu führen kann, dass das Paket einen Tag länger unterwegs ist.
Geschäftskunden berechnet die Deutsche Post für diesen manuellen Vorgang eine Gebühr, die ''Leitcodenachentgelt'' genannt wird und dem Versender, also nicht dem Empfänger, in Rechnung gestellt wird. Aus diesem Grund ist es als Geschäftskunde ratsam, immer darauf zu achten, dass die Empfängeradresse korrekt geschrieben wird. Bei Erzeugung der Paketaufkleber mittels Versandsoftware sollte immer darauf geachtet werden, dass die aktuelle Version der Leitcodedatenbank installiert und aktiviert ist.
Das Leitcodenachentgelt ist eine vertragliche Vereinbarung zwischen der Deutschen Post und ihren Geschäftskunden. Privatkunden oder gewerblichen Kunden, also nicht Geschäftskunden mit einem Vertrag mit DHL, wird das Leitcodenachentgelt nicht berechnet, da keine entsprechende vertragliche Grundlage besteht.
Als Kunde von Online-Shops sollte man in eigenem Interesse auf eine vollständig korrekte Lieferanschrift achten. So führt z. B. die (falsche) Schreibweise "Hauptstrasse" zu einer falschen oder fehlenden Leitcodierung, wohingegen die (richtige) Schreibweise "Hauptstraße" automatisch aus der Leitcode-Datenbank der Deutschen Post beim Onlinehändler den richtigen Leitcode erzeugt. Bei nicht richtiger Schreibweise kommt es so zu längeren Paketlaufzeiten.

## GS1 Leitcode bzw. Routing Code
Beispiel:
(403)27645701+99000933145008
1. GS1 Application Identifier
2. ISO 3166 Code
3. PLZ
4. +99000
5. Versandart
6. Straßencode
7. Hausnummer